# الدوري الإنجليزي لكرة القدم 2007–08
الدوري الإنجليزي لكرة القدم 2007–08 (بالإنجليزية: 2007–08 Football League)‏ هو موسم من دوري كرة القدم الإنجليزي. فاز فيه وست بروميتش ألبيون.